# Condado de Webster (Misisipi)
El condado de Webster (en inglés: Webster County), fundado en 1874, es un condado del estado estadounidense de Misisipi. En el año 2000 tenía una población de 10.294 habitantes con una densidad poblacional de 9 personas por km². La sede del condado es Walthall.

## Geografía
Según la Oficina del Censo, el condado tiene un área total de 1996 km² (770,7 mi²), de la cual 1993 km² (769,5 mi²) es tierra y 3 km² (1,2 mi²) es agua.

## Demografía
En el 2000 la renta per cápita promedia del condado era de $ 28 834, y el ingreso promedio para una familia era de $34 969. El ingreso per cápita para el condado era de $14 109. En 2000 los hombres tenían un ingreso per cápita de $27 297 frente a $19 627 para las mujeres. Alrededor del 18,70% de la población estaba bajo el umbral de pobreza nacional.

## Condados adyacentes
- Condado de Calhoun (norte)
- Condado de Chickasaw (noreste)
- Condado de Clay (este)
- Condado de Oktibbeha (sureste)
- Condado de Choctaw (sur)
- Condado de Montgomery (oeste)
- Condado de Grenada (noroeste)

## Localidades
Ciudades
- Eupora

Pueblos
- Maben, MississMaben (en su mayoría en Condado de Oktibbeha)
- Mathiston (parte en Condado de Choctaw)

Villas
- Mantee
- Walthall

Área no incorporada
- Bellefontaine
- Hohenlinden
- Tomnolen
- Alva
- Cumberland
- Dancy
- Pellez
- Spring Valley
- Greensboro

## Principales carreteras
- U.S. Highway 82
- Carretera 9
- Carretera 15
- Carretera 46
- Carretera 50